# Cotesia anthelae
Cotesia anthelae är en stekelart som först beskrevs av Wilkinson 1928.  Cotesia anthelae ingår i släktet Cotesia och familjen bracksteklar. Inga underarter finns listade i Catalogue of Life.